# 庐山女儿城摩崖石刻
庐山女儿城摩崖石刻位于中国江西省九江市庐山市庐山风景名胜区北麓女儿城路，牯牛岭和屋脊岭之间，附近有长青园公墓和莲谷水库。
女儿城是一片山谷，周围是石墙，据传为元末避兵处，因两山回合，束溪如门而以城命名。据称1886年李德立登山走到女儿城时，惊叹于这片“上帝厚爱的宝地”，遂决定开发牯岭。
女儿城有几处摩崖石刻，分别上书“为民前锋”和“气象万千”等，1986年公布为九江市文物保护单位，2018年3月9日，公布为第六批江西省文物保护单位。
女儿城路终点的庄园宾馆，原为蒋经国训练特务处所。